# Kleppestø
Kleppestø è un villaggio della Norvegia, situato nella municipalità di Askøy, nella contea di Vestland.